# Katrina Webb
Katrina Lea Webb-Denis (22 maggio 1977) è un'ex atleta paralimpica australiana.

## Biografia

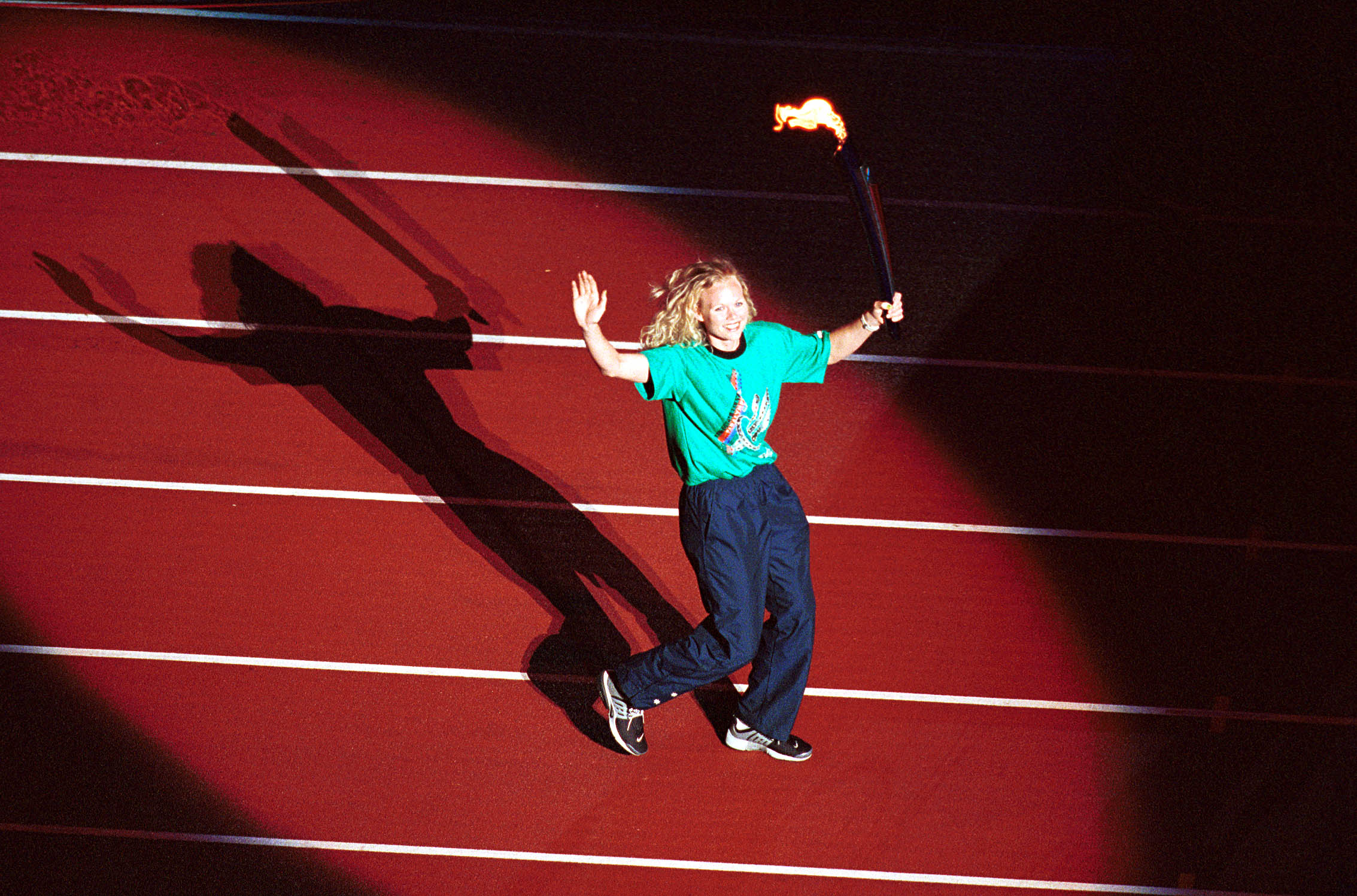
Webb corre con la torcia olimpica alla cerimonia d'apertura delle Paralimpiadi di Sydney 2000

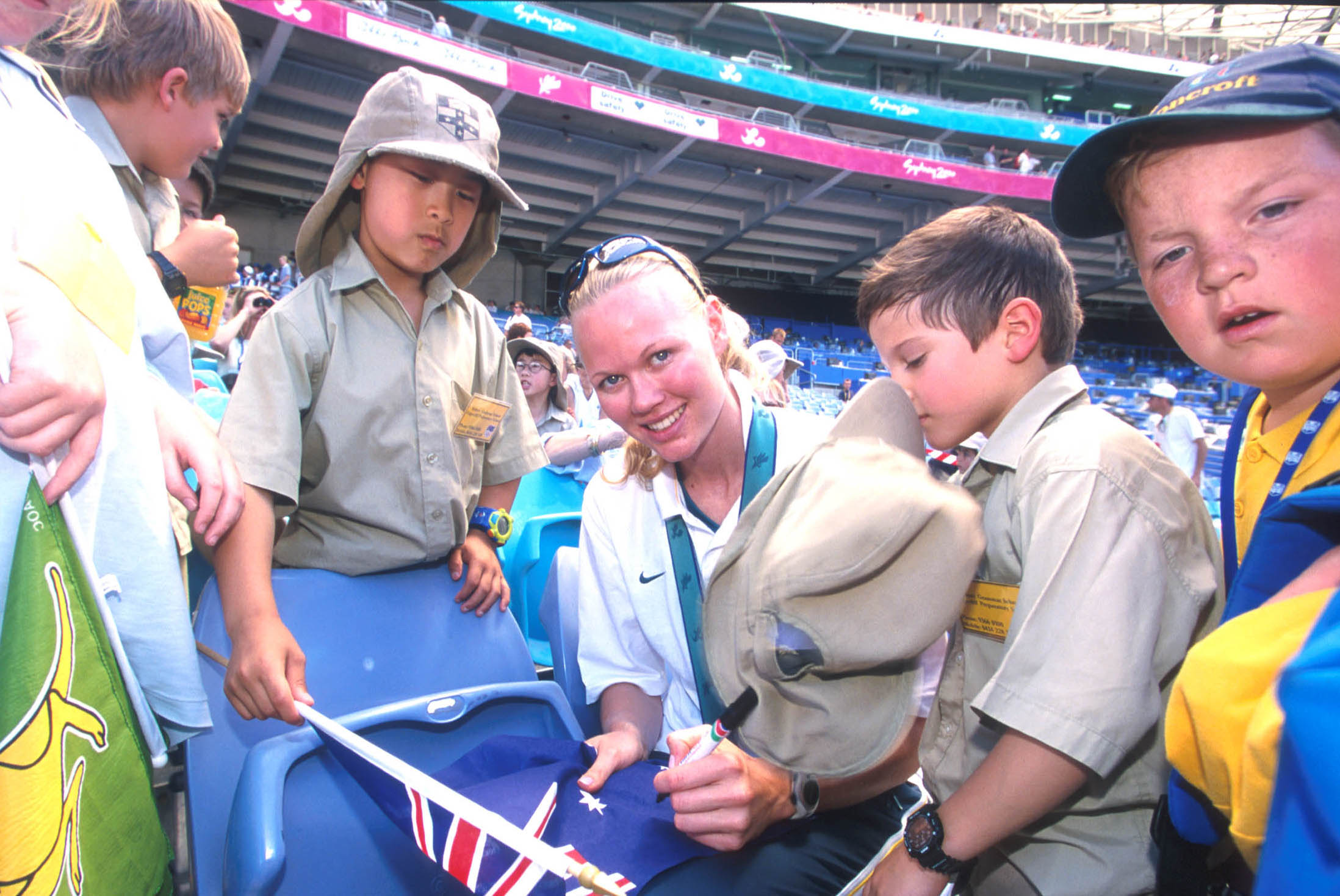
Webb autografa la bandiera australiana per un gruppo di bambini alle Paralimpiadi 2000

Webb ha una lieve forma di paralisi cerebrale che le è stata diagnosticata quando aveva due anni. La sua paralisi cerebrale è stata nuovamente diagnosticata quando ha vinto una borsa di studio dell'Australian Institute of Sport per il netball. Il personale dell'AIS ha riscontrato una debolezza nella sua gamba destra, più corta della sua gamba sinistra. È stata quindi incoraggiata a impegnarsi nello sport per disabili. Dopo aver vinto i 100 metri ai Giochi di Atlanta del 1996, sono state sollevate critiche sulla sua legittimità a competere ai Giochi paralimpici.
Ha una laurea in fisioterapia conseguita presso l'Università del Sud Australia. Suo padre Darryl giocava a football australiano nel North Adelaide Football Club. I suoi cugini sono la cestista olimpica Rachael Sporn e i giocatori dell'AFL Kieran e Trent Sporn. Ha sposato il pallanuotista australiano Eddie Denis. Il suo primo figlio Sebastian Zavier Denis è nato il 27 dicembre 2007.
È stata la prima portabandiera ad entrare nello Stadio Olimpico per la cerimonia di apertura dei Giochi paralimpici di Sydney 2000. Nel novembre 2017, Webb è stata inserita nella Hall of Fame dello Sport dell'Australia del Sud.

## Palmarès
| Anno | Manifestazione          | Sede       | Evento                 | Risultato | Prestazione | Note |
| ---- | ----------------------- | ---------- | ---------------------- | --------- | ----------- | ---- |
| 1996 | Giochi paralimpici      | Atlanta    | 100 m piani T36-37     | Oro       | 14"79       |      |
| 1996 | Giochi paralimpici      | Atlanta    | 200 m piani T34-37     | Oro       | 30"70       |      |
| 1996 | Giochi paralimpici      | Atlanta    | Salto in lungo F34-37  | Argento   | 4,46 m      |      |
| 1998 | Mondiali paralimpici    | Birmingham | 100 m piani            | Argento   | 15"01       |      |
| 1998 | Mondiali paralimpici    | Birmingham | 400 m piani            | Argento   | 1'11"71     |      |
| 1998 | Mondiali paralimpici    | Birmingham | Lancio del giavellotto | Oro       | 27,21 m     |      |
| 2000 | Giochi paralimpici      | Sydney     | 100 m piani T38        | Argento   | 14"46       |      |
| 2000 | Giochi paralimpici      | Sydney     | 200 m piani T38        | Bronzo    | 29"84       |      |
| 2000 | Giochi paralimpici      | Sydney     | 400 m piani T38        | Argento   | 1'06"15     |      |
| 2002 | Mondiali paralimpici    | Lilla      | 100 m piani            | Argento   | 14"49       |      |
| 2002 | Mondiali paralimpici    | Lilla      | 400 m piani            | Argento   | 65"28       |      |
| 2004 | Giochi paralimpici      | Atene      | 400 m piani T38        | Oro       | 1'05"41     |      |
| 2006 | Giochi del Commonwealth | Melbourne  | 100 m piani            | Argento   | 14"51       |      |